# NGC 4983
NGC 4983 ist eine 14,0 mag helle linsenförmige Galaxie vom Hubble-Typ SB0-a im Sternbild Haar der Berenike, die etwa 293 Millionen Lichtjahre von der Milchstraße entfernt ist. Sie gehört zum Coma-Galaxienhaufen und wurde am 11. April 1785 von Wilhelm Herschel mit einem 18,7-Zoll-Spiegelteleskop entdeckt, der sie dabei nur mit „vF“ beschrieb.